# 葉山町
葉山町（はやままち）は、神奈川県の三浦半島西部に位置し、三浦郡に属する町。
現在、郡内唯一の自治体となっている。御用邸のある町として有名である。

## 地理
三浦半島の中部西側に位置し、海岸付近を除いては丘陵地が多い。西は相模湾に面し、北は逗子市、東と南は横須賀市に接する。地理的に横須賀三浦地域に分類されることが多いが、地元では「葉山」としての独立したイメージを持つ人が多い。
地元では鐙摺海岸を日本のヨットレース発祥の地と主張しており、付近には葉山マリーナなどのマリンスポーツ施設がある。森戸、一色、長者ヶ崎の海岸は首都圏有数の海水浴場としてにぎわい、江の島はもちろん晴れた日には天城山脈など伊豆半島の山々から遠く富士山まで望める。別荘地としても知られ海岸沿いには有名人、著名人の自宅や別荘などが多くある。

## 歴史
中世には長柄に鎌倉党長江氏が本拠を置いた。1887年頃から保養地として知られるようになり、1894年に皇室の別荘として町内の一色海岸に葉山御用邸がつくられると一躍その名を高めた。この御用邸で大正天皇が崩御し、昭和天皇が践祚した。
- 1889年（明治22年）4月1日 - 町村制施行により、三浦郡一色村・堀内村・上山口村・木古庭村・下山口村・長柄村の区域をもって葉山村が成立。
- 1925年（大正14年）1月1日 - 町制施行、葉山町となる。

## 人口
| |                                        |  |
| 葉山町と全国の年齢別人口分布（2005年） | 葉山町の年齢・男女別人口分布（2005年） |  |
| ■紫色 ― 葉山町 ■緑色 ― 日本全国 | ■青色 ― 男性 ■赤色 ― 女性              |  |
| 葉山町（に相当する地域）の人口の推移 \| 1970年（昭和45年） \| 19,609人 \| \| \| 1975年（昭和50年） \| 24,026人 \| \| \| 1980年（昭和55年） \| 28,359人 \| \| \| 1985年（昭和60年） \| 29,231人 \| \| \| 1990年（平成2年） \| 29,536人 \| \| \| 1995年（平成7年） \| 29,883人 \| \| \| 2000年（平成12年） \| 30,413人 \| \| \| 2005年（平成17年） \| 31,531人 \| \| \| 2010年（平成22年） \| 32,766人 \| \| \| 2015年（平成27年） \| 32,096人 \| \| \| 2020年（令和2年） \| 31,665人 \| \| |                                        |  |
| 総務省統計局 国勢調査より |                                        |  |
| 1970年（昭和45年） | 19,609人                               |  |
| 1975年（昭和50年） | 24,026人                               |  |
| 1980年（昭和55年） | 28,359人                               |  |
| 1985年（昭和60年） | 29,231人                               |  |
| 1990年（平成2年） | 29,536人                               |  |
| 1995年（平成7年） | 29,883人                               |  |
| 2000年（平成12年） | 30,413人                               |  |
| 2005年（平成17年） | 31,531人                               |  |
| 2010年（平成22年） | 32,766人                               |  |
| 2015年（平成27年） | 32,096人                               |  |
| 2020年（令和2年） | 31,665人                               |  |

## 行政
- 町長 - 山梨崇仁（2012年1月20日〜、3期目）

### 歴代町長
特記なき場合「町の誕生・歴史」による。
| 代 | 氏名       | 就任             | 退任             | 備考                        |
| -- | ---------- | ---------------- | ---------------- | --------------------------- |
| 初 | 伊東春義   | 明治22年5月7日   | 大正14年5月17日  | 葉山村長                    |
| 2  | 鈴木幸次郎 | 大正14年11月5日  | 昭和4年12月16日  | 町制施行                    |
| 3  | 小林章司   | 昭和5年12月2日   | 昭和18年12月7日  |                             |
| 4  | 川頼源蔵   | 昭和18年12月17日 | 昭和21年11月 7日 |                             |
| 5  | 亀井辰雄   | 昭和22年4月7日   | 昭和31年3月3日   | 以降公選                    |
| 6  | 守屋光春   | 昭和31年3月26日  | 昭和40年1月31日  | 第8代葉山町長・守屋大光の父 |
| 7  | 田中富     | 昭和40年2月14日  | 平成5年2月13日   |                             |
| 8  | 守屋大光   | 平成5年2月14日   | 平成19年12月23日 |                             |
| 9  | 森英二     | 平成20年1月20日  | 平成24年1月19日  |                             |
| 10 | 山梨崇仁   | 平成24年1月20日  | 現職             |                             |

## 消防・警察・郵便
- 葉山町消防本部
  - 町全域を管轄する。職員定数は47人で、本部に消防総務課、消防署に第1〜第3警備隊を有する。本部は1968年3月29日、消防署は1970年4月1日に開設された。2006年4月1日現在の消防関係車両数は、普通消防ポンプ自動車：2台、高規格救急自動車：2台、救助工作車：1台、小型動力ポンプ付積載車：1台、広報車：1台、資機材搬送車：2台となっている。

- 葉山警察署
  - 町全域を管轄する。

- 葉山郵便局
  - 普通集配局で、町全域および隣接する横須賀市西北部の集配を担当する。町内には他に無集配郵便局の葉山堀内郵便局および葉山一色郵便局がある。

## 議会

### 神奈川県議会
- 選挙区：逗子市・葉山町（逗子市・葉山町）
- 定数：1名
- 任期：2019年4月30日 - 2023年4月29日

| 氏名     | 会派名                                             |
| -------- | -------------------------------------------------- |
| 近藤大輔 | かながわ国民民主党・無所属クラブ神奈川県議会議員団 |

### 衆議院
- 選挙区：神奈川4区（横浜市栄区、鎌倉市、逗子市、三浦郡）
- 任期：2021年10月31日 - 2025年10月30日
- 投票日：2021年10月31日
- 当日有権者数：332,708人
- 投票率：61.70％

| 当落 | 候補者名   | 年齢 | 所属党派     | 新旧別 | 得票数   | 重複 |
| ---- | ---------- | ---- | ------------ | ------ | -------- | ---- |
| 当   | 早稲田夕季 | 62   | 立憲民主党   | 前     | 66,841票 | ○    |
|      | 浅尾慶一郎 | 57   | 無所属       | 元     | 63,687票 |      |
| 比当 | 山本朋広   | 46   | 自由民主党   | 前     | 47,511票 | ○    |
|      | 高谷清彦   | 42   | 日本維新の会 | 新     | 16,559票 | ○    |
|      | 大西恒樹   | 57   | 無所属       | 新     | 7,790票  |      |

## 施設

### 国の施設
- 宮内庁葉山御用邸

### 文化施設
- 神奈川県立近代美術館
- 葉山しおさい公園・葉山しおさい博物館
- JR東海生涯学習財団 山口蓬春記念館

### 公共施設
- 葉山町立図書館
- 葉山町福祉文化会館
- 葉山町保健センター

### 医療機関
- 葉山ハートセンター

### 宿泊研修
- 湘南国際村センター
- レクトーレ葉山 湘南国際村
- 中央福祉学院

## 産業

### 観光業
夏季の海水浴のみならず、一年中サーフィンやダイビング、クルージングなどが盛ん。町へのアクセスおよび町内での交通を担う京浜急行グループによりフリー切符「葉山女子旅きっぷ」が発売されるなど観光客の多い町でもある。観光施設としても、県立近代美術館葉山館、町立しおさい博物館、山口蓬春記念館など文化芸術施設が充実している。物販についても葉山マリーナやHAYAMA STATIONなど拠点となる施設や料亭・特色のある飲食店・有名菓子店の本店・有名パン店などが町内全域に多く点在しており観光の目的ともなっている。また、湘南国際村では、学術研究拠点および産業研修施設が多数立地し、国際会議・学術会議などが開催されている。

### 農業
シイタケ

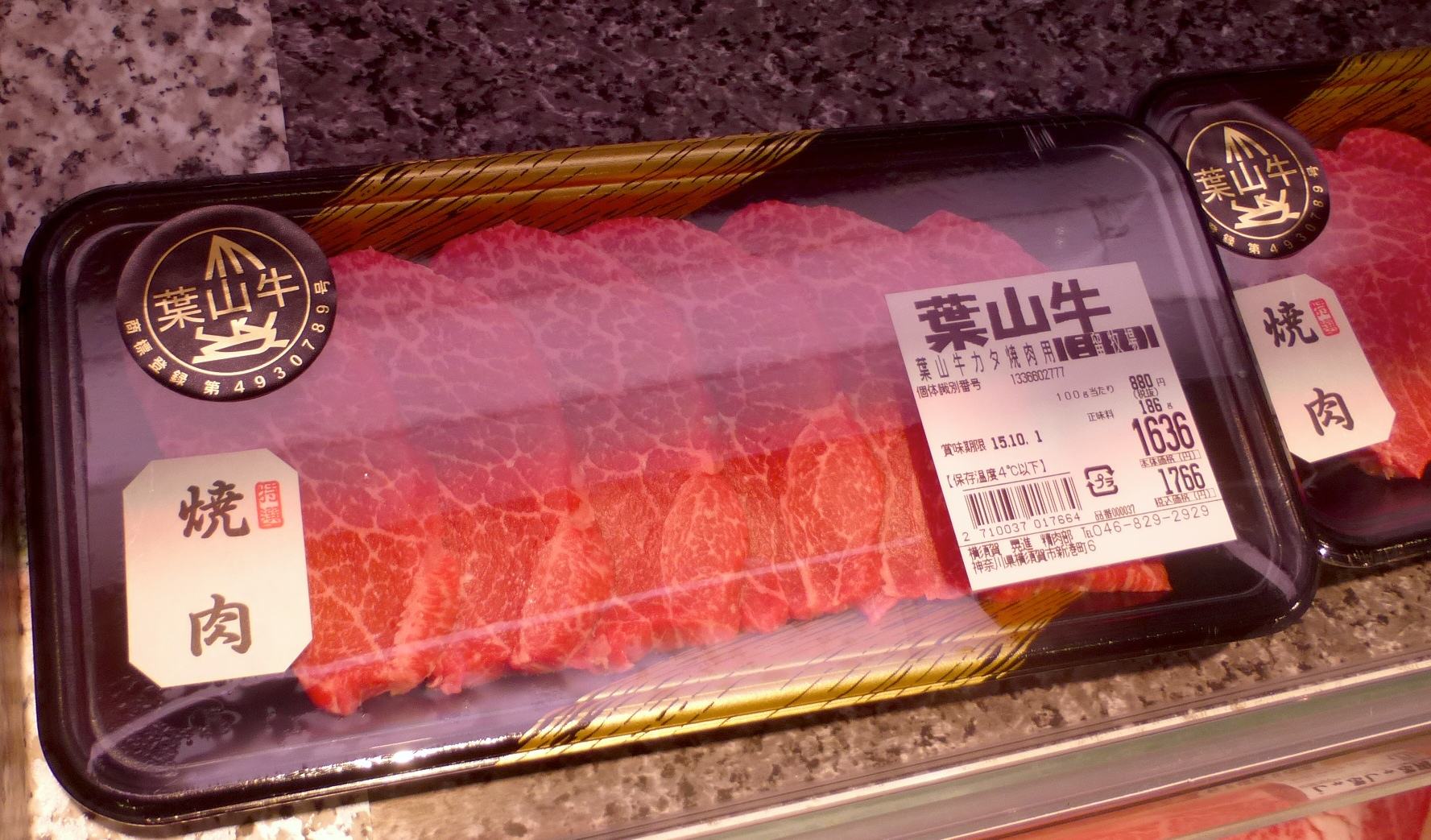
葉山牛
とろけるような食感と、甘みを帯びた美味さで知られる高級肉牛である。歴史は40年程度だが、首都圏近郊で大消費地に近いメリットを生かしつつ、米（酢飯）・おからなど高カロリーの飼料を食べさせるなどのノウハウをつぎ込んで作り上げられたブランド牛である。出荷量は年220〜230頭ほど。純正の農家は10軒ほどしかなく、生産量が少ないため希少価値も高い（2009年9月現在、葉山町内の生産農家は3軒）。2009年現在、地元および神奈川県内、東京都内の一部の店でしか入手できない。昨今は近辺の農家でも葉山牛を名乗り始めるなどしており、ブランド維持に課題を残している。

### 水産業
- 真名瀬漁港
- 鐙摺漁港

これらは漁港ではあるものの、葉山マリーナ、葉山新港などレジャー目的の港に隣接することから釣り船など観光目的の船が大勢を占め、魚の水揚げは無い。町内の漁師は対岸の小坪港（逗子市）などに水揚げしている。釣りの拠点の他、葉山朝市の開催場所としても有名。はやましらすがあり、町内4つの小学校で給食として提供されている。

## 銀行・農協
- 横浜銀行葉山支店
  - 町指定金融機関のため役場庁舎内にも出納係窓口とATMを設置している。ほかに葉山大道バス停前にATMが設置されている。

- 三井住友銀行葉山出張所(ATM)
  - 三井銀行時代は窓口が設置されていたが、跡地付近の葉山大道バス停前にATMが設置されている。

- よこすか葉山農業協同組合葉山支店

## 地域

### 町丁名
| 相模湾に面する地域 - 堀内（ほりうち） - 一色（いっしき） - 下山口（しもやまぐち） | 丘陵部の地域 - 長柄（ながえ） - 木古庭（きこば） - 上山口（かみやまぐち） |

## 教育・研究機関
葉山町には、6つの小中学校がある。また、国立大学が設置されている。

### 小学校
- 葉山町立葉山小学校
- 葉山町立一色小学校
- 葉山町立上山口小学校
- 葉山町立長柄小学校

### 中学校
- 葉山町立葉山中学校
- 葉山町立南郷中学校

### 大学
- 総合研究大学院大学

### 研究機関
- 地球環境戦略研究機関

## 観光

### 観光名所
- 神奈川県立近代美術館葉山館
- 葉山マリーナ
- 葉山港
- 葉山しおさい公園
- 葉山公園
- 山口蓬春記念館
- 不動堂と不動滝
- 長者ヶ崎
- 名島
- 森戸神社
- 森山社（森山神社）

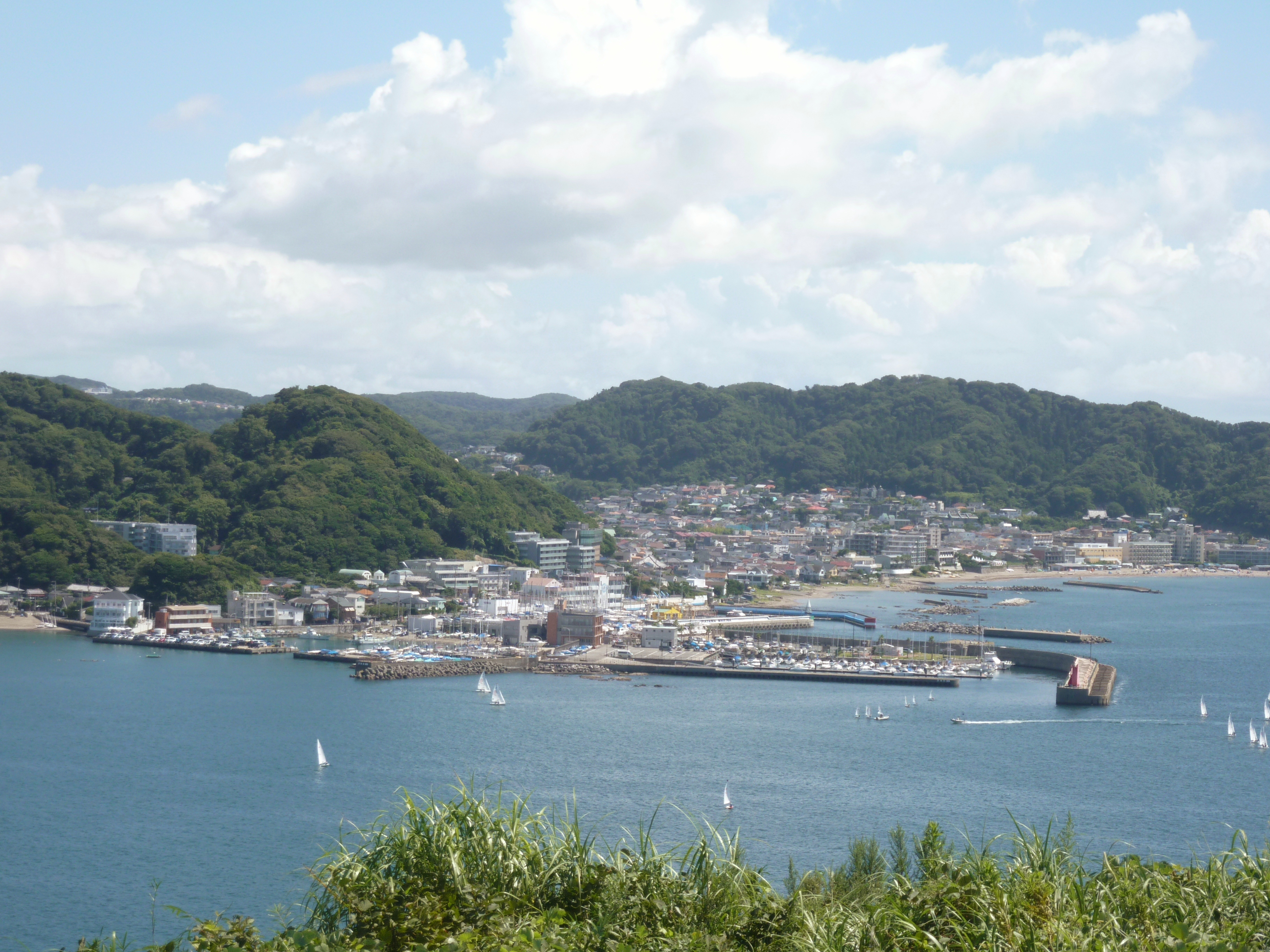
葉山港

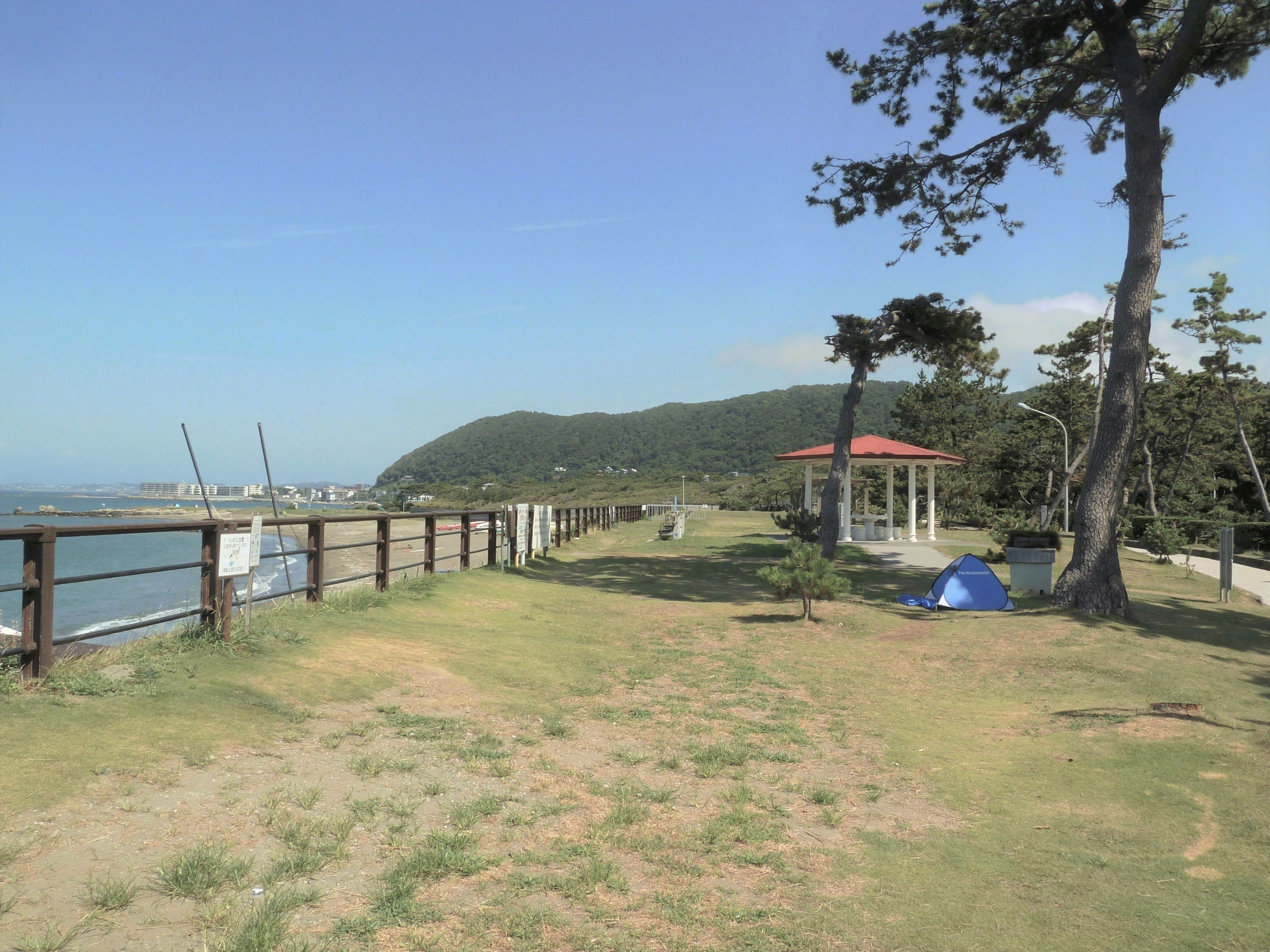
葉山公園

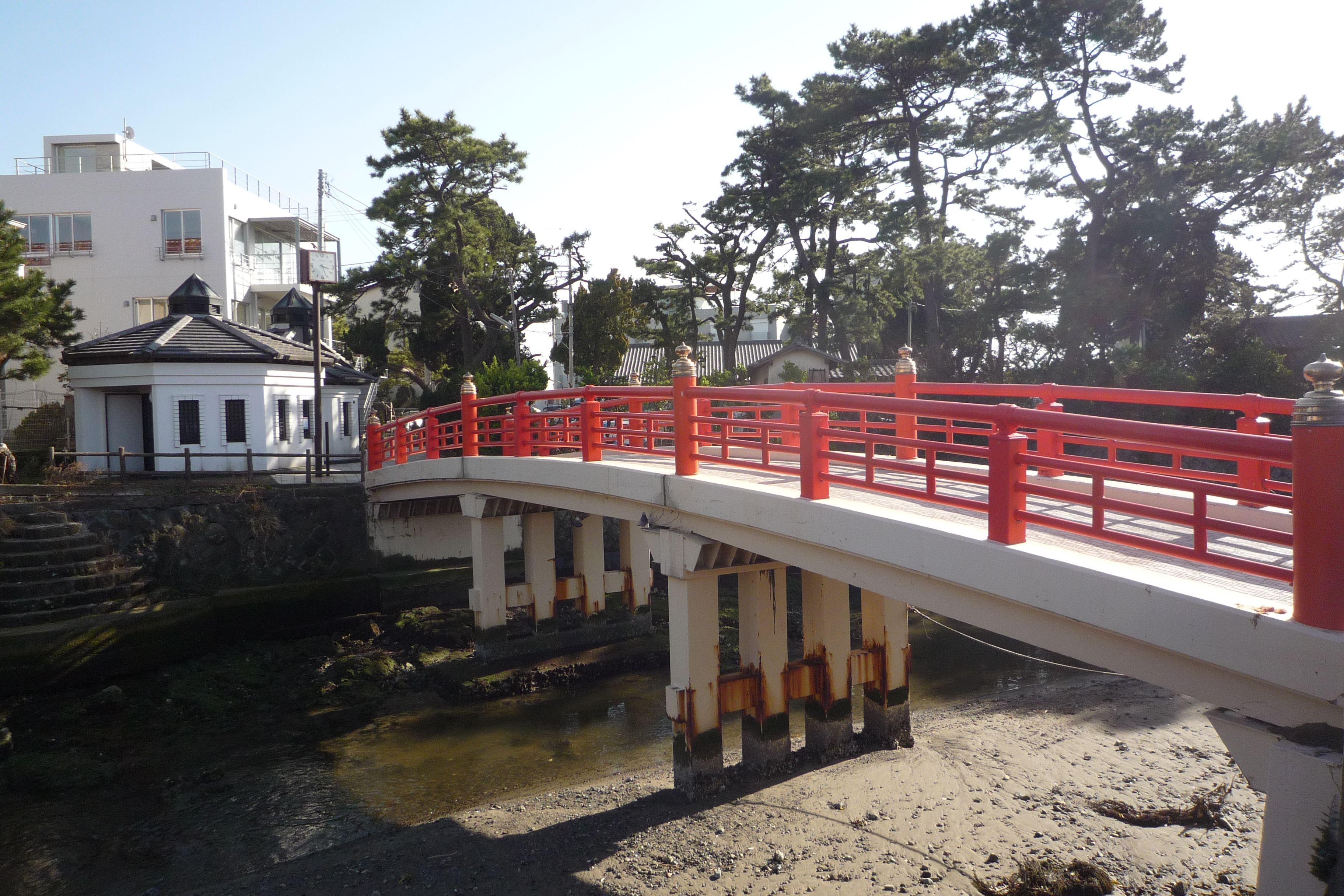
森戸神社のみそぎ橋

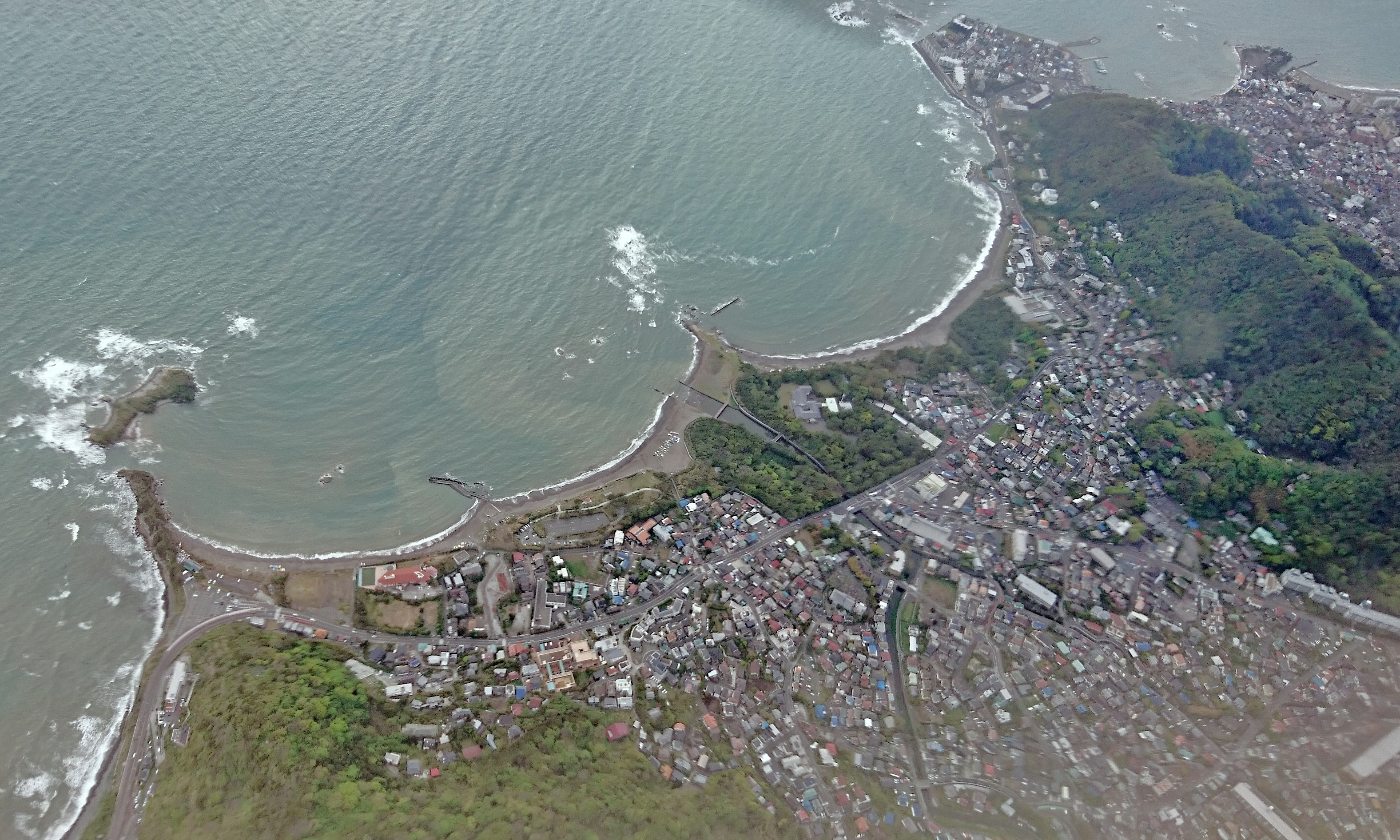
一色海岸および葉山御用邸周辺の空撮

- ショッピングプラザ HAYAMA STATION
- はやま三ヶ岡山緑地
- 長柄桜山古墳群

### 海水浴場
- 森戸海水浴場
- 一色海水浴場 - 一色海岸は、2013年にCNNの「世界の厳選ビーチ100」に選ばれた。
- 長者ヶ崎・大浜海水浴場

### 国際交流拠点
- 湘南国際村

### 郷土芸能
- 葉山御前太鼓　https://hayamagozendaiko.crayonsite.com/

### 祭り・イベント
- 毎週日曜日 - 葉山マーケット（朝市）
- 3月上旬 - らん、蘭、葉山（葉山の蘭展）
- 4月中旬〜下旬 - つつじ祭り（花の木公園）
- 4月～5月- 葉山芸術祭
- 6月中旬〜7月上旬 - あじさい祭り（あじさい公園）
- 7月下旬〜8月上旬 - 葉山海岸花火大会
- 10月第三日曜日 - ふるさとひろば
- 10月最終日曜日 - ビッグハヤママーケット

## 交通

### 鉄道
町内に鉄道路線はない。最寄り駅は西部では京急逗子線逗子・葉山駅またはJR横須賀線逗子駅、東部では京急本線汐入駅または横須賀線衣笠駅。

### 路線バス
- 京浜急行バス

### 高速バス
- 横浜駅東口（YCAT）  - 葉山（京浜急行バスが運行）
- 横浜駅東口（YCAT） - 湘南国際村（京浜急行バスが運行）

### 乗り合いタクシー
- 「はやまるタクシー」  - 長柄・堀内と一色・下山口の両地区

### 道路
- 逗葉新道
- 国道134号
- 神奈川県道27号横須賀葉山線
- 神奈川県道207号森戸海岸線
- 神奈川県道217号逗子葉山横須賀線
- 神奈川県道311号鎌倉葉山線

## 姉妹都市
- 群馬県草津町（1969年3月締結）
- ホールドファストベイ（国際交流姉妹都市、1997年12月締結）
  - アデレード近郊の海岸リゾートシティ

## 友好都市
- 栃木県那須町（2021年5月締結）

## 葉山を舞台にした作品

### 書籍
- 『自叙伝』- 大杉栄（土曜社、2011年）日蔭茶屋事件（現・日影茶屋）の顛末が描かれる
- 『新年のたより』- 堀口大學

### 小説
- 『丘の家のミッキー』 - 久美沙織のライトノベル。
- 『葉山一色海岸』- 有馬頼義
- 『葉山の夏』- 窪田空穂
- 『かもめ達のホテル』- 喜多嶋隆
- 定吉七番シリーズ『ドクター・不好』 - 東郷隆
  - 『定吉七は丁稚の番号』に収録。

### 音楽
- 『葉山でDance! All Night』- TUBE
- 『夏の月』- 杏里 - 歌詞に「葉山の砂」とある。
- 『夏の罠』- カルロス・トシキ＆オメガトライブ
- 『鎌倉物語』- 原由子
- 『リフレインが叫んでる』- 松任谷由実
- 『トランジスタＧガール』- TOKIO
- 『ROUTE 134』- 杉山清貴
- 『葉山ツイスト』- クレイジーケンバンド
- 『潮の香り』- オフコース -歌詞に「向こうのあの灯は葉山の町」とある。

## 関連有名人

### 出身人物
- 池田奈津子（脚本家）
- 伊藤惇夫 (政治評論家)
- 大平義隆 (経営学者)
- 小林洋平（作曲家、サクソフォーン奏者）
- 渋谷修身 (総合格闘家)
- 鈴木三郎助（味の素創設者）
- 鈴木三郎助 (3代目) (元味の素代表取締役社長、元京浜急行電鉄代表取締役社長)
- 鈴木忠治（味の素第2代社長、メルシャン創設者、元内閣顧問）
- 鈴木治雄 (元昭和電工会長)
- 鈴木秀雄 (大蔵官僚)
- 鈴木正雄 (元三菱自動車工業会長)
- 鈴木松雄 (元昭和電線ホールディングス会長)
- 鈴木義雄 (元日揮会長)
- 世界（EXILEパフォーマー・FANTASTICS from EXILE TRIBE)
- 月亭可朝 (落語家)
- 西田ライヘイ（お笑い芸人、乙）
- miwa (シンガーソングライター)
- 守谷勇人（俳優）
- ゆーびーむ☆ (お笑いタレント)
- Rickie-G（シンガーソングライター）

### 葉山町ゆかりの有名人
- 堀口大學[5]
- 杉山金太郎
- 杉山元太郎
- 北里柴三郎
- 山口蓬春[5]
- 横光利一[5]
- 伊東深水[5]
- 西東三鬼[5]
- 加藤栄三[5]
- 鈴木竹柏[6]
- 團伊玖磨[6]
- 奥谷博[6]
- 畑山博[6]
- 喜多嶋隆[6]
- 石原裕次郎
- 松任谷由実
- 桐島かれん
- 田中美佐子
- ベッキー
- 上杉昇（元WANDS）
- 桂太郎
- 小村寿太郎
- 木梨憲武
- 安田成美
- 小泉今日子
- 石田純一
- 杏里
- 木村太郎
- 宮本和知（元読売巨人軍）
- 石原伸晃
- マイケルキダ